# Golden Raspberry Awards 1995
De Golden Raspberry Awards 1995 was het zestiende evenement rondom de uitreiking van de Golden Raspberry Awards. De uitreiking werd gehouden op 24 maart 1996 in het Hollywood Roosevelt Hotel voor de slechtste prestaties binnen de filmindustrie van 1995.
Grote “winnaar” dit jaar was de film Showgirls van regisseur Paul Verhoeven. De film werd voor dertien Gouden Frambozen genomineerd, waarvan hij er zeven won. Paul Verhoeven kwam zijn eigen prijs voor slechtste regisseur persoonlijk afhalen tijdens de ceremonie. Daarmee was hij de eerste winnaar van de Golden Raspberry Award die de prijs tijdens de ceremonie zelf in ontvangst nam.

## Genomineerden en winnaars
| "Winnaar"* |

| Categorie | Nominaties |
| --- | ---------- |
| Slechtste film |            |
| Showgirls (MGM/UA) |            |
| Congo (Paramount) |            |
| It's Pat (Touchstone) |            |
| The Scarlet Letter (Hollywood Pictures)                                                                                             |            |
| Waterworld (Universal) |            |
| Slechtste acteur |            |
| Pauly Shore in Jury Duty |            |
| Kevin Costner in Waterworld |            |
| Kyle MacLachlan in Showgirls |            |
| Matthew Modine in Cutthroat Island                                                                                                  |            |
| Sylvester Stallone in Assassins en Judge Dredd                                                                                      |            |
| Slechtste actrice |            |
| Elizabeth Berkley in Showgirls |            |
| Cindy Crawford in Fair Game |            |
| Demi Moore in The Scarlet Letter |            |
| Julia Sweeney in It's Pat |            |
| Sean Penn in Dr. Jekyll and Ms. Hyde                                                                                                |            |
| Slechtste mannelijke bijrol |            |
| Dennis Hopper in Waterworld |            |
| Alan Rachins in Showgirls |            |
| Robert Davi in Showgirls |            |
| Robert Duvall in The Scarlet Letter                                                                                                 |            |
| Tim Curry in Congo |            |
| Slechtste vrouwelijke bijrol |            |
| Madonna in Four Rooms |            |
| Amy de pratende gorilla in Congo |            |
| Bo Derek in Tommy Boy |            |
| Gina Gershon in Showgirls |            |
| Lin Tucci in Showgirls |            |
| Slechtste regisseur |            |
| Paul Verhoeven voor Showgirls |            |
| Frank Marshall voor Congo |            |
| Kevin Reynolds voor Waterworld |            |
| Renny Harlin voor Cutthroat Island                                                                                                  |            |
| Roland Joffé voor The Scarlet Letter                                                                                                |            |
| Slechtste scenario |            |
| Showgirls, geschreven door Joe Eszterhas                                                                                            |            |
| Congo, scenario door John Patrick Shanley, van de roman van Michael Crichton                                                        |            |
| It's Pat, geschreven door Jim Emerson & Stephen Hibbert & Julia Sweeney, gebaseerd op de personages bedacht door Sweeney            |            |
| Jade , geschreven door Joe Eszterhas                                                                                                |            |
| The Scarlet Letter, scenario door Douglas Day Stewart, bewerkt van de roman van Nathaniel Hawthorne                                 |            |
| Slechtste remake of sequel |            |
| The Scarlet Letter |            |
| Ace Ventura: When Nature Calls |            |
| Dr. Jekyll and Ms. Hyde |            |
| Showgirls (remake van zowel All About Eve als The Lonely Lady)                                                                      |            |
| Village of the Damned |            |
| Slechtste nieuwe ster |            |
| Elizabeth Berkley in Showgirls |            |
| Amy de pratende gorilla in Congo |            |
| Cindy Crawford in Fair Game |            |
| David Caruso in Jade en Kiss of Death                                                                                               |            |
| Julia Sweeney in It's Pat en Stuart Saves His Family                                                                                |            |
| Slechtste originele lied |            |
| "Walk Into The Wind" (ook bekend als Love Theme from The Rape Scene)" uit Showgirls, geschreven door David A. Stewart en Terry Hall |            |
| "Hold Me, Thrill Me, Kiss Me, Kill Me" uit Batman Forever (Warner Bros.), door U2, tekst door Bono                                  |            |
| "(Feel The) Spirit of Africa" uit Congo, muziek door Jerry Goldsmith, tekst doorLebo M                                              |            |
| Slechtste schermkoppel |            |
| Elke combinatie tussen twee mensen (of twee lichaamsdelen) uit de gehele cast in Showgirls'                                         |            |
| Dave Foley & Julia Sweeney in It's Pat                                                                                              |            |
| Demi Moore en Robert Duvall of Gary Oldman in The Scarlet Letter                                                                    |            |
| Timothy Daly & Sean Young in Dr. Jekyll and Ms. Hyde                                                                                |            |
| William Baldwin & Cindy Crawford in Fair Game                                                                                       |            |

1980 ·
1981 ·
1982 ·
1983 ·
1984 ·
1985 ·
1986 ·
1987 ·
1988 ·
1989 ·
1990 ·
1991 ·
1992 ·
1993 ·
1994 ·
1995 ·
1996 ·
1997 ·
1998 ·
1999 ·
2000 ·
2001 ·
2002 ·
2003 ·
2004 ·
2005 ·
2006 ·
2007 ·
2008 ·
2009 ·
2010 ·
2011 ·
2012 ·
2013 ·
2014 ·
2015 ·
2016 ·
2017 ·
2018 ·
2019 ·
2020 ·
2021 ·
2022 ·
2023 ·
2024